# Tabernaemontana remota
Tabernaemontana remota är en oleanderväxtart som beskrevs av A.J.M. Leeuwenberg. Tabernaemontana remota ingår i släktet Tabernaemontana och familjen oleanderväxter. Inga underarter finns listade i Catalogue of Life.